# À l'est de Shanghaï (film de H. C. Potter, 1937)
Pour les articles homonymes, voir À l'est de Shanghaï.
Pour plus de détails, voir Fiche technique et Distribution.
À l'est de Shanghaï (Wings over Honolulu) est un film américain en noir et blanc réalisé par H. C. Potter, sorti en 1937.

## Synopsis
Le jour même de son mariage, le lieutenant de la marine Samuel Gilchrist est transféré à Pearl Harbor et emmène sa femme Lauralee avec lui. À Hawaï, Lauralee est surprise quand elle découvre son ex-petit ami, Greg Chandler, naviguant sur un fringant bateau. Son mari devenant de plus en plus conflictuel au travail, il lui semble tout naturel d'accepter de faire un tour à bord du bateau de Greg. Jaloux, son mari crashe volontairement son avion dans le port, ce qui le conduit en cour martiale. Contrite, Lauralee le défend devant le tribunal, le fait acquitter et lui promet de ne jamais plus succomber à la tentation.

## Fiche technique
- Titre : À l'est de Shanghaï
- Titre original : Wings over Honolulu
- Réalisation : H. C. Potter
- Scénario : Isabel Dawn, Boyce DeGaw ; histoire de Mildred Cram
- Chef opérateur : Joseph Valentine
- Musique : David Raksin (non crédité)
- Direction artistique : Jack Otterson
- Montage : Maurice Wright
- Effets spéciaux : John P. Fulton
- Production : E.M. Asher
- Pays d'origine : États-Unis
- Langue : anglais
- Format : noir et blanc - image : 1,37:1 - son : Mono (Western Electric Mirrophonic Recording)
- Genre: drame romantique
- Durée : 64 min
- Dates de sortie :
  - États-Unis : 30 octobre 1937
  - France : 5 janvier 1939

## Distribution
- Wendy Barrie : Lauralee Curtis
- Ray Milland : le lieutenant "Stoney" Gilchrist
- Kent Taylor : Gregory Chandler
- William Gargan : le lieutenant Jack Furness
- Polly Rowles : Rosalind Furness
- Mary Philips : Hattie Penletter
- Samuel S. Hinds : l'amiral Furness
- Margaret McWade : Nellie Curtis
- Clara Blandick : Evie Curtis
- Joyce Compton : Caroline
- Louise Beavers : Mammy
- Ralph Steed Garrison : le cavalier de la fille de l'amiral Furness